# Drei Töchter (1961)
Drei Töchter (Bengalisch: তিন কন্যা, tin kanyā) ist ein indischer Spielfilm von Satyajit Ray aus dem Jahr 1961. Er besteht aus drei Episodenfilmen, die jeweils nach einer Kurzgeschichte von Rabindranath Thakur entstanden und eigenständige Filme sind.

## Handlung

### Der Postmeister
Nandalal, ein junger Mann, kommt in einem entlegenen Dorf an, um dort die Stelle des Postmeisters anzutreten. Das Waisenmädchen Ratan übernimmt Haushältertätigkeiten für ihn. Nandalal kann sich mental nicht auf das Dorfleben einlassen, die Bauern sind nett aber simpel und der Dorftrottel schockiert ihn. Aufgewachsen und studiert in Kolkata ist Nandalal von seiner Arbeit in der Einsamkeit schnell gelangweilt und beginnt deshalb, Ratan Lesen und Schreiben beizubringen, wofür sie ihn vergöttert. Als Nandalal mit Malaria darniederliegt, kümmert sich Ratan um ihn.
Nandalal hat nach dieser Erfahrung das Landleben satt, kündigt die Stelle und bereitet seine Abreise vor, ohne bemerkt zu haben, wie sehr Ratan ihn liebgewonnen hat. Ratan ist traurig und verletzt, als sie die Ankunft des neuen Postmeisters beobachtet. Nandalal möchte sich nach der Übergabe seiner Stelle und letzten Worten mit den Dorfbewohnern auch von Ratan verabschieden und ihr zum Dank einen Teil seines letzten Lohns geben, doch sie geht mit dem Eimer Wasser, den sie für den neuen Postmeister geholt hat, ignorierend an ihm vorbei. Sie hat geweint, doch ist zu betrübt und stolz, um sein Geld anzunehmen.
Nandalal bemerkt seine Unsensibilität, steckt das Geldstück nachdenklich wieder in die Tasche und geht davon.

### Monihara
Ein Dorfschullehrer trifft am Fluss einen Mann mit Kapuze und erzählt ihm die lokale Gruselgeschichte über den verlassenen Palast der Großgrundbesitzerfamilie Saha.
Phanibhusan Saha und dessen Frau Manimalika sind aus Kolkata gekommen, um auf dem Landsitz der Familie zu wohnen. Manimalika ertrug das Leben in der Großfamilie nicht mehr. Sie wurde angefeindet, da sie noch keinen Nachkommen erzeugt hat. Ihrem Mann gegenüber ist sie abweisend. Er hofft, sich ihre Liebe durch Juwelen erkaufen zu können. Dies scheint sie anfangs glücklicher zu machen, die Frau entwickelt jedoch eine Obsession für Juwelen und Schmuck und gängelt ihren Mann, ihr ständig neue zu kaufen. Sie entwickelt zudem eine Phobie, dass ihr Mann die Juwelen eines Tages zurückverlangen könnte. Als dessen Geschäft abbrennt, bietet sie ihm als Hilfe zwar den Verkauf der Juwelen an, macht jedoch einen Rückzieher als ihr Mann darauf eingeht. Während der Ehemann unterwegs ist, um Geld zu beschaffen, geht sie mit ihrem Cousin samt den Juwelen fort. Der Mann ist bei seiner Rückkehr von der Abwesenheit seiner Frau und der Juwelen geschockt und driftet – allein im leeren Anwesen – langsam in den Wahnsinn ab. Er hört Stimmen und Schritte und wird schließlich vom Geist seiner Frau verfolgt.
Nachdem er die Geschichte gehört hat, sagt der Mann mit der Kapuze, dass sie ihm gefallen hat, nur einige Fehler habe. Er enthüllt, selbst der Mann aus der Geschichte zu sein, und löst sich in Luft auf. Geängstigt läuft der Lehrer davon.

### Samapti
Amulya kehrt nach seinem Examen in Kolkata zu seiner verwitweten Mutter auf Land zurück. Als er aus dem Boot aussteigt, kämpft er sich über einen schlammigen Weg und wird dabei von dem Teenager Mrinmoyee beobachtet. Als er sie entdeckt, bricht sie in Kichern aus und rennt davon.
Amulyas Mutter hat für ihn die Hochzeit mit der Tochter einer respektablen Familie arrangiert. Er geht nur widerwillig zum Besuch der Familie in das Nachbardorf, da er das Mädchen langweilig findet und eine Heirat ablehnt. Mrinmoyee schaut durch das Fenster und stört das Kennenlernen, indem sie ihr kleines Hörnchen ins Zimmer wirft und damit Chaos anrichtet. Als Amulya das Haus verlässt, sind seine Schuhe weg und er muss barfuß nach Hause laufen. Wie er so durch den schlammigen Weg zurück watet, wird ihn ein Schuh zugeworfen. Schnell findet er heraus, dass es ein Streich von Mrinmoyee gewesen ist, die hinter einem Baum lauert.
Verliebt gemacht durch ihre Neckereien will er Mrinmoyee heiraten. Seine Mutter ist schockiert über Amulyas Ansinnen, ist die wilde und rebellische Mrinmoyee doch alles andere als eine „anständige Braut“ nach ihrer Vorstellung. Mrinmoyee ist über den von ihrer Mutter akzeptierten Heiratsantrag unglücklich, da eine Heirat das Ende ihrer bisherigen Lebensweise bedeuten würde. Die Heirat findet statt, Mrinmoyee verweigert sich Amulya jedoch. In der ersten Nacht, noch in Hochzeitskleidung flieht sie heimlich durchs Fenster zu ihrer Schaukel am Fluss. Amulya sperrt sie wegen dieses Skandals am nächsten Morgen ins Zimmer ein und sie bekommt einen Wutanfall. Als er hinzu kommt, liegen seine Bücher und zerschlagene Gegenstände im Zimmer verstreut. Er entscheidet, zurück nach Kolkata zu gehen und sie zu ihrer Mutter zu schicken.
Erst als Amulya fort ist, merkt die verzweifelte Mrinmoyee, wie sehr sie ihn eigentlich liebt. Seine Mutter holt Amulya unter dem Vorwand krank zu sein zurück ins Dorf. Auf ihren Wunsch geht er nun zum Haus von Mrinmoyees Mutter, doch Mrinmoyee ist fortgelaufen. Weinend hört sie sein Rufen. Er geht zurück in sein Zimmer, wo er Mrinmoyee trifft, die nun mit ihm zusammenleben will.

## Hintergrund
Dieser Episodenfilm wurde international zunächst ohne Monihara veröffentlicht. Ray griff die drei Kurzgeschichten Thakurs als Beitrag zu dessen 100. Geburtstag im Jahre 1961 auf und drehte aus diesem Anlass auch noch den Dokumentarfilm Rabindranath Tagore.
Drei Töchter wurde am 5. Mai 1961 veröffentlicht.

## Kritiken
Wenn ich gezwungen wäre, nur ein Werk von Ray auszuwählen, um es jemandem zu zeigen, dem seine Filme unbekannt sind, wäre es „Drei Töchter“. Andrew Robinson (Rays Biograf)

## Auszeichnungen
- National Film Award als Bester Film in Bengalisch 1961
- Golden Boomerang, Melbourne, 1962
- Selznick Golden Laurel Award, Berlin, 1963